# Козаци
Козаци (рус. казаки, укр. козаки, пољ. kozacy) су настали као заједнице слободних војника-коњаника. Појавили су се у 15. веку у степама јужне Русије, као одбрана од упада азијских номада. Чинили су их руски и украјински сељаци и известан број татарских пребега. Насељавали су пространства и острва на реци Дњепар, До 18. века били су делимично независни од Руске Империје, а после тога су служили као коњица. У царској Русији су били ослобођени плаћања пореза, али су зато увек били спремни за полазак у рат. Њихови предводници су се звали атамани или хетмани. Историјски гледано, они су били полуномадски и полумилитаризовани народ, коме је, док су били под номиналном влашћу разних источноевропских држава у то време, био дозвољен велики степен самоуправе у замену за војну службу. Иако су се бројне језичке и верске групе удружиле да формирају Козаке, већина њих се удружила и постала православни хришћани који говоре источнословенски. Владари Пољско-литванске заједнице и Руског царства давали су Козацима одређене посебне привилегије у замену за војну дужност служења у нерегуларним трупама (углавном коњици). Различите козачке групе биле су организоване по војним линијама, са великим аутономним групама званим армије. Свака армија је имала територију која се састојала од придружених села званих станице.
Највише козака је живело у областима око река Урал, Дон и Дњепар. По региону у коме су живели, разликујемо: украјинске, донске, уралске, кубанске, запорошке, сибирске и друге козаке. Уралски и оренбуршки козаци су одиграли кључну улогу у колонизовању Сибира. Козаци су се прославили романом Николаја Гогоља Тарас Буљба.
Козачки начин живота опстао је и преко директних потомака и стечених идеала у другим нацијама до двадесетог века, иако су широке друштвене промене Руске револуције пореметиле козачко друштво колико и било који други део Русије; многи Козаци су мигрирали у друге делове Европе након успостављања Совјетског Савеза, док су други остали и асимиловали се у комунистичку државу. Организоване су кохезивне козачке јединице и многе су се бориле и за нацистичку Немачку и за Совјетски Савез током Другог светског рата.
После Другог светског рата, Совјетски Савез је распустио козачке јединице у Совјетској армији, а многе од козачких традиција су потиснуте током година владавине Јосифа Стаљина и његових наследника. Током ере перестројке у Совјетском Савезу касних 1980-их, потомци Козака су настојали да оживе своје националне традиције. Совјетски Савез је 1988. године донео закон којим се дозвољава поновно успостављање бивших козачких заједница и формирање нових. Током 1990-их, многе регионалне власти пристале су да предају неке локалне административне и полицијске дужности својим козачким домаћинима.
Између 3,5 и 5 милиона људи се повезује са козачким културним идентитетом широм света, иако већина, посебно у Руској Федерацији, има мало или нема никакве везе са изворним козачким народом јер су се културни идеали, наслеђе и геноми у великој мери променили током времена. Козачке организације делују у Русији, Украјини, Белорусији, Казахстану, Канади и Сједињеним Државама.

## Историја
Козаци се деле на две главне групе: Украјинске (Малоруске) и Донске.
Од Малоруских козака потичу:
- Запорошци и
- слободски пукови Белгородске губерније [], а од Донских:
- Волшки,
- Терски,
- Гребенски,
- Јајички и
- Сибирски козаци.

### Малоруски козаци
Малоруски козаци настали су 1320-их и 1340-их година на следећи начин: када су Татари под вођством свог хана Батија 1240. године освојили Кијев, опустошили су све околне земље, и од тог времена они су како у Кијеву, тако и у другим кнежевствима постављали и збацивали руске кнежеве. Видећи да је Русија поробљена и због тога слабија, велики литвански кнез Гедимин пође 1320. године на Кијевско кнежевство и победивши кијевског кнеза Станислава потпуно овлада градом Кијевом, у коме је касније постављао своје намеснике. С друге стране Пољаци 1340. године освојише сав онај део Русије који се данас назива Црвена Русија. То је навело многе Русе који су живели у тим земљама да, плашећи се туђинске власти, напусте своје домове и населе се на местима, у доњем току реке Дњепра. Број ових досељеника још више се повећао када су Татари 1415. по други напали Кијев и околна места, а нарочито 1417. године када је пољски краљ Казимир присајединио Кијевско кнежевство Пољској круни, и када су се убрзо затим Пољаци почели ту насељавати, прогањајући и вређајући народ, тако да су људи морали да беже својим земљацима који су раније избегли. Ови бегунци насељавали су се све до река Буга и Дњестра и у земљама које леже између ових двеју река и Дњепра. Да би се заштитили од сталних упада и напада Пољака, Литванаца и Татара основали су војску и подигли градове и села. Млади и храбри крстарили су преко лета по степи и причињавали велике невоље Татарима и Турцима. На тај начин они су за Пољску и Литву представљали бедем и штит од тих непријатеља. Неки пољски краљеви видели су у томе своју корист и не само што нису ометали Русе у овим походима него су се трудили да придобију њихову наклоност и да заведу већи ред међу њима. Зато су им дали разне повластице и привилегије, чиме су их чврсто везали уз себе. Да би их боље заштитио од турских и татарских најезди, краљ Сигисмунд I преселио их је више Дњепарских прагова, поклонивши им за насељавање велику територију. Краљ Стефан Батори, основавши од њих 1576. године шест пукова, сваки по хиљаду људи, одредио је сваком пуку посебног команданта, а над свима једног главног команданта са пољском титулом хетман, коме је ради већег угледа подарио:
- краљевску заставу,
- бунчук (коњски реп),
- булаву (врста буздована) и
- печат и још град Терехтемиров за вечита времена.

Народу је дозволио да се насељава у околини овог града чак до Кијева, а територији на источној страни додао још 10 миља земље. Тада су одређене и главне старешине, и то: коморски судија, писар и есаул.

### Порекло имена Козак
Руси који су побегли на Дњепар, раније нису били козаци, него су то име добили од Татара. Козак на татарском језику значи лако наоружан војник који наноси штету непријатељу чешће најездом, него организованим нападом, а означава и најамног војника или човека који брије главу.
Руси који су бежали од литавске и пољске власти, као што смо већ споменули, насељавали су се у крајевима где су живели Татари и примили су све татарске обичаје, једном речју постали су исти као и Татарски козаци, којих је међу тамошњим Татарима било веома много, и одатле је потекло име руских козака, који су у земљама добијеним од краља Стефана слободно живели само до његове смрти. Његов наследник краљ Сигисмунд III забранио је козацима да нападају Турке и укинуо им је самоуправне установе. Пољаци су захтевали да козачки атаман буде потчињен краљевском хетману. Пољске велможе подигле су у Малој Русији села у која су дошли римокатолички свештеници, а у Кијеву је постављен римски епископ. Ту су изграђени каштели, манастири и католичка училишта, с једном једином намером: да се распространи католичка вера. На сабору одржаном у малоруском граду Бресту 1598. године, већи део малоруског свештенства пришао је Римској цркви. Ови поступци пољског краља огорчили су народ, а нарочито козаке који су сматрали својом дужношћу да штите не само православље грчкоруске вере већ и привилегије свог народа и отаџбине. Зато су они водили дугогодишњи рат са Пољацима и на крају са својим тадашњим хетманом (којега су сами изабрали) Богданом Хмељницким одлучили да се припоје народу од ког су потекли и њихови преци, и тако су 1654. године признали власт руског цара, што су исте године учинили и сви градови и житељи са источне стране Дњепра заједно са главним градом Малорусије, Кијевом. Године 1650. горе поменути Хмељницки имао је под оружјем око 40 хиљада које је поделио на 15 пукова, од којих је већина живела на западној обали Дњепра. Касније је козачка војска нарасла на 60 хиљада и подељена је на 10 пукова, којима је одређено место на источној обали Дњепра, и који су добили имена по тамошњим већим градовима.

### Запорошки козаци
Између Малоруских и Запорошких козака у почетку није било никакве разлике јер су у прво време и једни и други били Запорошци, зато што су живели иза прагова. Краљ Сигисмунд I преселио је знатан број козака изнад прагова, као што смо већ рекли. Оне који су остали испод прагова, Пољаци и Руси називали су Запорошцима или Запорошким козацима, то јест козаци који живе иза прагова. Прагови су стене (или водопади) у рекама низ које вода тече великом брзином. Таквих порога са различитим именима има 12 или 13 и они од ушћа реке Самаре заузимају велико пространство у Дњепру. Главно боравиште Запорошких козака зове се Сеч или Сеча, што означава засеку, ров или неко друго слично утврђење. Ова Сеча настала је у време пољског краља Сигисмунда I. У почетку, до поделе на козачке пукове, Сеча је била место на коме су се сви који су хтели да покажу своју храброст у ратовању, састајали, бирали свог вођу и договарали се о походима. Касније је Сеча постала стално боравиште неожењених људи који су се, оставивши све друге послове, бавили само војним вештинама. Њихова Сеча је место окружено простим земљаним ровом, јер тај народ не очекује заштиту утврђених градова, него своје храбрости.

### Донски козаци
Донски козаци су име добили на исти начин као и Малоруски козаци. Земљама у којима они живе владали су Татарски козаци. Руси су дошли у њихова места и у свему постали онакви какви су били ти Татарски козаци, па су по њима и добили име. Пошто су, углавном били неожењени, први представници тог козачког народа отимали су жене од Татара у рату. У заробљеништво су одводили и многе Татаре и прихватали њихове бегунце примајући их у своје друштво. Овакав живот и мешање руске и татарске крви учинили су да Донски козаци много личе на Татаре. Руска насеља на Дону и рекама које се уливају у њега нису одједном настала на читавој територији Донских козака. Добар прихват првих досељеника и попустљивост старешина увек су привлачили много добровољаца. На рекама Дону, Доњецу, Медведници, Хопри и Бузулуку налази се 130 градова и 11 насеља којима владају Донски козаци. Њихова земља се дуж река Дона и Хопре са југа на североисток протеже 700, а од истока на запад 400 врста. Черкаск је главни град Донских козака, у њему су њихове највише старешине, које се по татарском обичају називају атамани, имају своје куће. У 1805, главни град преселио у Новочеркаск, оснивач града био је атаман Матвеј Платов. Ту се чувају топови и друго наоружање, а за време рата козаци доносе у град своје највредније ствари на чување, и окупљају се у њему када по уведеном народном управљању у заједничким пословима треба да се посаветују, или када треба да крену у рат.

## Галерија
- Одговор запорошких Козака османском Султану Мехмеду IV . Слика Иље Рјепина од 1880 до 1891.
- Козак са главом Татарина, цртеж Тимофеја Калињског из 1786.
- Запорошки Козак, цртеж Сергеја Василијковског из 1900.
- Јермаково освајање Сибира, слика Василија Сурикова
- Козак